# Oosterbaken
Oosterbaken is een woontoren in Hoogvliet. De toren telt 33 verdiepingen en is 99 meter hoog. Er bevinden zich 126 appartementen.
Het gebouw staat in de wijk Meeuwenplaat en maakt deel uit van het nieuwbouwproject het Hofeiland bij het Oedevlietsepark. Het is veruit het hoogste gebouw van Hoogvliet.